# Gran Premio del 70º Anniversario 2020
Il Gran Premio del 70º Anniversario 2020 è stata la quinta prova della stagione 2020 del campionato mondiale di Formula 1. La gara si è tenuta domenica 9 agosto sul circuito di Silverstone, ed è stata vinta dall'olandese Max Verstappen su Red Bull Racing-Honda, al nono successo in carriera; Verstappen ha preceduto all'arrivo i due piloti della Mercedes, il britannico Lewis Hamilton e il finlandese Valtteri Bottas.

## Vigilia

### Sviluppi futuri
Valtteri Bottas prolunga il suo contratto con la Mercedes, anche per la stagione 2021.

### Aspetti tecnici
Per questa gara, la Pirelli, fornitrice unica degli pneumatici, porta gomme di mescola C2, C3 e C4. Nella gara del weekend precedente aveva portato le mescole C1, C2 e C3, le tre più dure tra quelle disponibili. Le analisi svolte sulle gomme utilizzate nella gara precedente, caratterizzata da molti problemi agli pneumatici negli ultimi giri, hanno spinto la Pirelli ad aumentare le pressioni degli pneumatici che saranno utilizzati in questo Gran Premio. Gli pneumatici anteriori avranno un incremento di 2 psi, passando da 25 a 27. I posteriori salgono da 21 a 22. Inoltre vengono cancellati i test sugli pneumatici del 2021, che avrebbero dovuto effettuarsi nella seconda sessione di prove libere.
La FIA stabilisce due zone dove potrà essere utilizzato il DRS: la prima sul Wellington Straight, con detection point fissato 25 metri prima della curva 3 (Village); la seconda zona è posta sull'Hangar Straight, e punto per le determinazione del distacco fra piloti stabilito alla curva 11 (Maggots).
Per prevenire il ripresentarsi di una situazione analoga come accaduto negli ultimi giri del Gran Premio di Gran Bretagna, che ha visto la foratura della gomma anteriore sinistra per diversi piloti, gli organizzatori decidono di allungare di 23 metri il cordolo in uscita dalle curve Becketts, a detta di molti piloti causa principale di quanto successo. Alle stesse curve viene aggiunta una fila di barriere di gomme lunga 36 metri per aumentare la sicurezza.
A causa della protesta presentata nelle gare precedenti da parte della Renault ai commissari sportivi per contestare la regolarità della RP20 della Racing Point, in particolare contro le prese d'aria dei freni della vettura, poi conclusasi con la decurtazione di 15 punti nel campionato costruttori e un'ammenda di 200 000 euro per vettura per il team britannico, la Federazione annuncia che il regolamento tecnico per il 2021 verrà modificato in modo tale da limitare la possibilità di copiare una monoposto di un'altra scuderia.
Nell'ambito del programma di rotazione delle power unit della Red Bull Racing, esse vengono sostituite su entrambe le monoposto.

### Aspetti sportivi
Inizialmente la gara non era prevista nel calendario ma, a causa della pandemia di COVID-19, che ha portato alla cancellazione e al rinvio di numerose gare, la FIA è stata costretta a ridisegnare le date della stagione. Il Gran Premio viene inserito nel calendario mondiale solo a giugno. La gara si tiene a porte chiuse, come le quattro precedenti.
Il nuovo calendario prevede la disputa di due Gran Premi sul circuito di Silverstone; prima il Gran Premio di Gran Bretagna e, ad una settimana di distanza e sullo stesso tracciato, il Gran Premio del 70º Anniversario. Per la seconda volta nella storia del mondiale di Formula 1, uno stesso circuito ospita due gare nella stessa stagione, dopo il Red Bull Ring, sede del Gran Premio d'Austria e quello di Stiria. Il circuito britannico aveva ospitato due gare con vetture di Formula 1 nella stessa stagione l'ultima volta nel 1979, quando, oltre al Gran Premio di Gran Bretagna, fu sede del Bradford & Bingley Trophy, gara valida per la Formula Aurora, una sorta di campionato britannico di Formula 1.
Il Regno Unito ospita due gare iridate nella stessa stagione, come era accaduto, l'ultima volta, nel 1993, quando Silverstone fu sede del Gran Premio nazionale e il circuito di Donington Park di quello del Gran Premio d'Europa.
Questa denominazione è stata scelta dalla FIA per celebrare i settant'anni di storia del campionato mondiale di Formula 1, che iniziò nel 1950 proprio sul circuito inglese. È il primo Gran Premio della storia del mondiale a non essere dedicato ad un'entità geografica (escludendo le edizioni del Gran Premio di Las Vegas, ufficialmente denominate Caesars Palace Grand Prix, che comunque era intitolate a un luogo).
Il Gran Premio viene sponsorizzato da Emirates.
Il britannico Paul di Resta diventa pilota di riserva per la McLaren.
Dopo aver saltato la gara precedente per la posivitività al SARS-CoV-2, Sergio Pérez della Racing Point è costretto a saltare anche questo Gran Premio, per via del tampone risultato positivo. Anche in questa occasione Nico Hülkenberg prende il suo posto.
L'ex pilota di Formula 1 Vitantonio Liuzzi è nominato commissario aggiunto da parte della FIA. L'italiano ha svolto in passato, in diverse occasioni, tale funzione, l'ultima al Gran Premio d'Austria.
Il pilota polacco Robert Kubica ha preso il posto di Antonio Giovinazzi all'Alfa Romeo Racing, nel corso della prima sessione di prove libere del venerdì.

## Prove

### Resoconto
La Mercedes domina la prima sessione di prove libere del venerdì. Valtteri Bottas è il più veloce, con un tempo di oltre un secondo più basso del migliore dell'analoga sessione della gara della settimana precedente. Il finlandese ha preceduto il suo compagno di scuderia, Lewis Hamilton, di 138 millesimi. Per questa gara però la Pirelli ha fornito delle coperture di mescola più morbida.
Terzo si è classificato Max Verstappen, staccato di 727 millesimi dal miglior tempo di sessione. L'olandese ha preceduto Nico Hülkenberg e Charles Leclerc. A quattro decimi da Verstappen c'è l'altro pilota della Red Bull Racing, Alexander Albon. Anche Vettel, settimo, è staccato di quattro decimi dal compagno di team.
La situazione non si modifica nella sessione pomeridiana del venerdì. La Mercedes continua a dominare la graduatoria dei tempi. Lewis Hamilton, con gomme medie, precede di quasi due decimi Valtteri Bottas, che ha trovato il tempo con gomme morbide. La differenza tra le due mescole, sul giro, è comunque abbastanza ridotta.
A otto decimi da Hamilton si è piazzato Daniel Ricciardo su Renault, che ha preceduto Max Verstappen e le due Racing Point. Sebastian Vettel è stato penalizzato dalla rottura del motore, così come Antonio Giovinazzi che, a fine turno, ha subito una rottura meccanica, che ha costretto la direzione di gara a interrompere la sessione con bandiera rossa.
Lewis Hamilton si è confermato il pilota più rapido, anche nella sessione del sabato. Con gomme soft il campione del mondo è stato comunque più lento di un secondo, rispetto ai tempi del venerdì, e questo a causa del vento che soffia sul tracciato. La predominanza della Mercedes è testimoniata ancora dal secondo posto di Bottas, staccato di meno di due decimi. Al terzo posto è salito Lando Norris, della McLaren, che ha ottenuto il suo tempo con gomme a mescola media.
Norris ha preceduto le due Racing Point: Nico Hülkenberg si conferma più rapido di Lance Stroll, che è messo sotto indagine dai commissari per aver ostacolato Max Verstappen durante un tentativo veloce dell'olandese, che ha protestato vivacemente in pista.
Sono risultate più lontane le due Ferrari, su cui sono state montate nuove componenti della power unit. Le sostituzioni rientrano nei limiti previsti dal regolamento, perciò i due piloti non scontano penalizzazione sulla griglia di partenza.

### Risultati
Nella prima sessione del venerdì si è avuta questa situazione: 
| Pos | Nº | Pilota          | Costruttore           | Tempo    | Gap    | Giri |
| --- | -- | --------------- | --------------------- | -------- | ------ | ---- |
| 1   | 77 | Valtteri Bottas | Mercedes              | 1'26"166 |        | 21   |
| 2   | 44 | Lewis Hamilton  | Mercedes              | 1'26"304 | +0"138 | 23   |
| 3   | 33 | Max Verstappen  | Red Bull Racing-Honda | 1'26"893 | +0"727 | 24   |

Nella seconda sessione del venerdì si è avuta questa situazione: 
| Pos | Nº | Pilota           | Costruttore | Tempo    | Gap    | Giri |
| --- | -- | ---------------- | ----------- | -------- | ------ | ---- |
| 1   | 44 | Lewis Hamilton   | Mercedes    | 1'25"606 |        | 22   |
| 2   | 77 | Valtteri Bottas  | Mercedes    | 1'25"782 | +0"176 | 22   |
| 3   | 3  | Daniel Ricciardo | Renault     | 1'26"421 | +0"815 | 29   |

Nella sessione del sabato si è avuta questa situazione:
| Pos | Nº | Pilota          | Costruttore     | Tempo    | Gap    | Giri |
| --- | -- | --------------- | --------------- | -------- | ------ | ---- |
| 1   | 44 | Lewis Hamilton  | Mercedes        | 1'26"621 |        | 15   |
| 2   | 77 | Valtteri Bottas | Mercedes        | 1'26"784 | +0"163 | 16   |
| 3   | 4  | Lando Norris    | McLaren-Renault | 1'27"202 | +0"581 | 20   |

## Qualifiche

### Resoconto
La temperatura dell'aria, all'inizio della sessione di qualifica, è di 28 °C, mentre quella dell'asfalto di 44 °C.
Le prime vetture ad affrontare la sessione sono le due Haas, che optano per le gomme medie. I tempi delle vetture statunitensi sono battuti da Nico Hülkenberg, con 1'27"279. Il tempo del tedesco è, a sua volta, battuto da quelli delle due Mercedes, e da Max Verstappen, che fa segnare 1'27"154. Sbaglia il primo tentativo Alexander Albon, compagno di team di Verstappen, ed è solo sedicesimo. Non va molto meglio a Sebastian Vettel, che si ferma al tredicesimo tempo. I piloti dimostrano di poter sfruttare le gomme al meglio, solo al secondo giro veloce consecutivo.
Hamilton fa segnare 1'26"818, con Bottas che s'installa al secondo posto. Esteban Ocon, intanto, compie una manovra che rallenta George Russell, che si lamenta per il pericolo corso. Il pilota della Williams coglie l'ottavo tempo, mentre Pierre Gasly è quarto, davanti a Norris. L'altra McLaren, quella di Carlos Sainz Jr., è ottava. Bottas migliora ancora, battendo il tempo di Hamilton. Negli ultimi momenti della sessione, sia Stroll che Ocon si migliorano, eliminando così Daniil Kvjat. Oltre al pilota della Scuderia AlphaTauri non accedono alla fase successiva Kevin Magnussen, Nicholas Latifi, Antonio Giovinazzi e Kimi Räikkönen. Ciò permette a Romain Grosjean, per la prima volta in stagione, di passare alla seconda fase.
In Q2 la scelta degli pneumatici determina anche le gomme che verranno usate al via: la maggior parte dei piloti opta per le medie, mentre Max Verstappen usa la mescola dura. Grosjean ottiene 1'28"750, battuto dal connazionale Ocon in 1'27"292. È il turno poi di Lewis Hamilton (1'26"266), prima che sopraggiunga Valtteri Bottas, primo pilota sotto il muro del minuto e ventisei secondi: 1'25"785. Daniel Ricciardo scala terzo, davanti a Verstappen: dietro all'olandese si posizionano Albon e Norris. Vettel, nel suo primo giro veloce, coglie un tempo di 1'27"379, mentre Charles Leclerc rimonta al quarto posto, con 1'26"709. Gasly è nono, ma è autore di un lungo alla curva Chapel.
Verstappen non registra altri tentativi, mentre, nel frattempo, altri piloti, negli ultimi minuti della Q2, migliorano. Hülkenberg sale secondo, Gasly quarto e Albon sesto. Non ottiene un tempo sufficiente al passaggio in Q3 Sebastian Vettel, che è solo dodicesimo. Oltre al ferrarista vengono eliminati Ocon, Sainz Jr., Grosjean e Russell.
Nella fase decisiva il primo tempo di riferimento (1'27"250) è per Lando Norris. Hamilton è subito più veloce della McLaren di due secondi; anche Gasly e Ricciardo segnano tempi migliori di quelli di Norris. Ricciardo e le Red Bull Racing optano per coperture medie: Verstappen e Albon si piazzano solo quinti e sesti, dietro a Ricciardo e anche Hülkenberg. Poco dopo Leclerc e Stroll ottengono il settimo e ottavo tempo, respingendo al fondo della classifica Gasly e Norris.
Nel loro secondo tentativo Hamilton e Bottas hanno quasi lo stesso tempo nel primo settore, prima che il finlandese prenda il miglior tempo nel secondo settore. Bottas chiude con 1'25"154, mentre Hamilton ferma i cronometri a 1'25"217. Gasly sale sesto, Leclerc conferma il settimo tempo, mentre Nico Hülkenberg coglie il terzo tempo. Lance Stroll porta l'altra Racing Point al quinto posto. Tra le Red Bull, Alexander Albon resta nono, con Verstappen che scala quarto, davanti a Ricciardo.
Per Valtteri Bottas è la seconda pole position della stagione, la tredicesima nel mondiale di Formula 1.
Al termine delle qualifiche i commissari penalizzano Esteban Ocon di tre posizioni sulla griglia di partenza e di un punto sulla Superlicenza per aver ostacolato George Russell durante la Q1.

### Risultati
Nella sessione di qualifica si è avuta questa situazione:
| Pos                         | Nº | Pilota             | Costruttore               | Q1       | Q2       | Q3       | Griglia |
| --------------------------- | -- | ------------------ | ------------------------- | -------- | -------- | -------- | ------- |
| 1                           | 77 | Valtteri Bottas    | Mercedes                  | 1'26"738 | 1'25"785 | 1'25"154 | 1       |
| 2                           | 44 | Lewis Hamilton     | Mercedes                  | 1'26"818 | 1'26"266 | 1'25"217 | 2       |
| 3                           | 27 | Nico Hülkenberg    | Racing Point-BWT Mercedes | 1'27"279 | 1'26"261 | 1'26"082 | 3       |
| 4                           | 33 | Max Verstappen     | Red Bull Racing-Honda     | 1'27"154 | 1'26"779 | 1'26"176 | 4       |
| 5                           | 3  | Daniel Ricciardo   | Renault                   | 1'27"442 | 1'26"636 | 1'26"297 | 5       |
| 6                           | 18 | Lance Stroll       | Racing Point-BWT Mercedes | 1'27"187 | 1'26"674 | 1'26"428 | 6       |
| 7                           | 10 | Pierre Gasly       | AlphaTauri-Honda          | 1'27"154 | 1'26"523 | 1'26"534 | 7       |
| 8                           | 16 | Charles Leclerc    | Ferrari                   | 1'27"427 | 1'26"709 | 1'26"614 | 8       |
| 9                           | 23 | Alexander Albon    | Red Bull Racing-Honda     | 1'27"153 | 1'26"642 | 1'26"669 | 9       |
| 10                          | 4  | Lando Norris       | McLaren-Renault           | 1'27"217 | 1'26"885 | 1'26"778 | 10      |
| 11                          | 31 | Esteban Ocon       | Renault                   | 1'27"278 | 1'27"011 | N.D.     | 14      |
| 12                          | 5  | Sebastian Vettel   | Ferrari                   | 1'27"612 | 1'27"078 | N.D.     | 11      |
| 13                          | 55 | Carlos Sainz Jr.   | McLaren-Renault           | 1'27"450 | 1'27"083 | N.D.     | 12      |
| 14                          | 8  | Romain Grosjean    | Haas-Ferrari              | 1'27"519 | 1'27"254 | N.D.     | 13      |
| 15                          | 63 | George Russell     | Williams-Mercedes         | 1'27"757 | 1'27"455 | N.D.     | 15      |
| 16                          | 26 | Daniil Kvjat       | AlphaTauri-Honda          | 1'27"882 | N.D.     | N.D.     | 16      |
| 17                          | 20 | Kevin Magnussen    | Haas-Ferrari              | 1'28"236 | N.D.     | N.D.     | 17      |
| 18                          | 6  | Nicholas Latifi    | Williams-Mercedes         | 1'28"430 | N.D.     | N.D.     | 18      |
| 19                          | 99 | Antonio Giovinazzi | Alfa Romeo Racing-Ferrari | 1'28"433 | N.D.     | N.D.     | 19      |
| 20                          | 7  | Kimi Räikkönen     | Alfa Romeo Racing-Ferrari | 1'28"493 | N.D.     | N.D.     | 20      |
| Tempo limite 107%: 1'32"809 |    |                    |                           |          |          |          |         |

In grassetto sono indicate le migliori prestazioni in Q1, Q2 e Q3.

## Gara

### Resoconto
La gara si svolge in un clima più fresco rispetto a quanto accaduto nel Gran Premio della settimana precedente. La temperatura dell'aria è di 24 °C e quella dell'asfalto di 43 °C. La maggior parte dei piloti opta, in partenza, per un set di gomme medie, mentre Max Verstappen, le due McLaren, Sebastian Vettel e Daniil Kvjat scelgono la mescola dura.
Valtteri Bottas, partito dalla pole position, mantiene il comando, seguito dal compagno di scuderia Lewis Hamilton. Seguono poi Verstappen, Nico Hülkenberg, Lance Stroll, Daniel Ricciardo, Pierre Gasly, Lando Norris, Alexander Albon e Charles Leclerc. L'altro pilota della Ferrari, Vettel, commette un testacoda, e si ritrova ultimo.
Le gomme medie, montate dalla maggioranza dei piloti, vanno presto in crisi, costringendo a dei pit stop molto anticipati. Il primo è Albon, al sesto giro. L'anglo-thailandese passa alle gomme di mescola dura. Al decimo passaggio è sempre in testa Bottas, che ha un margine di 1"1 su Hamilton, 2"2 su Verstappen, 10"4 su Hülkenberg, 12"8 su Stroll, 14"5 su Ricciardo, 18"1 su Norris e 18"7 su Leclerc.
Al dodicesimo giro si ferma Norris, partito però con gomme dure: il pilota della McLaren passa alle medie. Il giro dopo è il turno del leader Bottas, che monta un set di gomme a mescola dura. Passa a condurre Hamilton, che vede molto vicino Verstappen. Il britannico resta al comando per un solo giro, prima di dover rientrare ai box, e montare gomme dure, come fatto dal compagno di team Bottas. Hamilton rientra in gara alle spalle di Charles Leclerc. Con gomme nuove, il sorpasso del pilota della Mercedes avviene dopo poche tornate.
Al quindicesimo giro c'è la sosta di Nico Hülkenberg. In testa guida Max Verstappen, che ha 10"6 di margine su Stroll: alle spalle del canadese ci sono Bottas, Hamilton e Leclerc. Al diciottesimo giro si fermano sia Stroll che Leclerc. Scala quarto Carlos Sainz Jr. (che si fermerà solo al ventunesimo giro), davanti a Hülkenberg, Stroll, Ocon e Ricciardo.
Al ventiseiesimo passaggio anche il leader del Gran Premio, Verstappen, effettua il cambio gomme. Partito con pneumatici a mescola dura, passa alle medie. Il pilota della Red Bull Racing rientra in pista davanti a Lewis Hamilton, ma dietro a Valtteri Bottas. Nel corso del primo giro di rientro l'olandese recupera la prima posizione passando il finlandese.
Al trentesimo giro ci sono le seconde soste ai box per Nico Hülkenberg e Alexander Albon. Un giro dopo si ferma anche l'altro pilota della Racing Point, Stroll. Al trentaduesimo giro si fermano assieme Max Verstappen e Valtteri Bottas: entrambi optano ancora per le gomme dure. La situazione in classifica non cambia, con Verstappen davanti al pilota della Mercedes. Al comando c'è di nuovo Lewis Hamilton, che sembra voler ritardare la sua seconda sosta. Dopo i pit stop delle Racing Point, nel frattempo, Charles Leclerc è scalato al quarto posto.
Hamilton, che sembrava voler raggiungere il traguardo senza la seconda sosta, si ferma al quarantunesimo giro, rientrando in gara alle spalle di Leclerc. Anche in questo caso, sfruttando pneumatici più freschi, il britannico passa il monegasco, che è in crisi con le gomme, ma riuscirà a conservare almeno il quarto posto. Al quarantanovesimo giro Hamilton passa anche il compagno di scuderia, Bottas, e si piazza al secondo posto.
Max Verstappen coglie la sua nona vittoria in carriera in Formula 1, davanti a Lewis Hamilton, che conquista il centocinquantacinquesimo podio, eguagliando il record di Michael Schumacher, e Valtteri Bottas. Kimi Räikkönen raggiunge i 16 845 giri compiuti in gare valide per il campionato mondiale di Formula 1, nuovo record assoluto.

### Risultati
I risultati del Gran Premio sono i seguenti:
| Pos | Nº | Pilota             | Costruttore               | Giri | Tempo/Ritiro        | Griglia | Punti |
| --- | -- | ------------------ | ------------------------- | ---- | ------------------- | ------- | ----- |
| 1   | 33 | Max Verstappen     | Red Bull Racing-Honda     | 52   | 1h19'41"993         | 4       | 25    |
| 2   | 44 | Lewis Hamilton     | Mercedes                  | 52   | +11"326             | 2       | 19    |
| 3   | 77 | Valtteri Bottas    | Mercedes                  | 52   | +19"231             | 1       | 15    |
| 4   | 16 | Charles Leclerc    | Ferrari                   | 52   | +29"289             | 8       | 12    |
| 5   | 23 | Alexander Albon    | Red Bull Racing-Honda     | 52   | +39"146             | 9       | 10    |
| 6   | 18 | Lance Stroll       | Racing Point-BWT Mercedes | 52   | +42"538             | 6       | 8     |
| 7   | 27 | Nico Hülkenberg    | Racing Point-BWT Mercedes | 52   | +55"951             | 3       | 6     |
| 8   | 31 | Esteban Ocon       | Renault                   | 52   | +1'04"773           | 14      | 4     |
| 9   | 4  | Lando Norris       | McLaren-Renault           | 52   | +1'05"544           | 10      | 2     |
| 10  | 26 | Daniil Kvjat       | AlphaTauri-Honda          | 52   | +1'09"669           | 16      | 1     |
| 11  | 10 | Pierre Gasly       | AlphaTauri-Honda          | 52   | +1'10"642           | 7       |       |
| 12  | 5  | Sebastian Vettel   | Ferrari                   | 52   | +1'13"370           | 11      |       |
| 13  | 55 | Carlos Sainz Jr.   | McLaren-Renault           | 52   | +1'14"070           | 12      |       |
| 14  | 3  | Daniel Ricciardo   | Renault                   | 51   | +1 giro             | 5       |       |
| 15  | 7  | Kimi Räikkönen     | Alfa Romeo Racing-Ferrari | 51   | +1 giro             | 20      |       |
| 16  | 8  | Romain Grosjean    | Haas-Ferrari              | 51   | +1 giro             | 13      |       |
| 17  | 99 | Antonio Giovinazzi | Alfa Romeo Racing-Ferrari | 51   | +1 giro             | 19      |       |
| 18  | 63 | George Russell     | Williams-Mercedes         | 51   | +1 giro             | 15      |       |
| 19  | 6  | Nicholas Latifi    | Williams-Mercedes         | 51   | +1 giro             | 18      |       |
| Rit | 20 | Kevin Magnussen    | Haas-Ferrari              | 43   | Pneumatici esauriti | 17      |       |

Lewis Hamilton riceve un punto addizionale per aver segnato il giro più veloce della gara.

## Classifiche mondiali

### Piloti
| Pos | Pilota             | Punti |
| --- | ------------------ | ----- |
| 1   | Lewis Hamilton     | 107   |
| 2   | Max Verstappen     | 77    |
| 3   | Valtteri Bottas    | 73    |
| 4   | Charles Leclerc    | 45    |
| 5   | Lando Norris       | 38    |
| 6   | Alexander Albon    | 36    |
| 7   | Lance Stroll       | 28    |
| 8   | Sergio Pérez       | 22    |
| 9   | Daniel Ricciardo   | 20    |
| 10  | Esteban Ocon       | 16    |
| 11  | Carlos Sainz Jr.   | 15    |
| 12  | Pierre Gasly       | 12    |
| 13  | Sebastian Vettel   | 10    |
| 14  | Nico Hülkenberg    | 6     |
| 15  | Antonio Giovinazzi | 2     |
| 16  | Daniil Kvjat       | 2     |
| 17  | Kevin Magnussen    | 1     |

### Costruttori
| Pos | Costruttore               | Punti |
| --- | ------------------------- | ----- |
| 1   | Mercedes                  | 180   |
| 2   | Red Bull Racing-Honda     | 113   |
| 3   | Ferrari                   | 55    |
| 4   | McLaren-Renault           | 53    |
| 5   | Racing Point-BWT Mercedes | 41    |
| 6   | Renault                   | 36    |
| 7   | AlphaTauri-Honda          | 14    |
| 8   | Alfa Romeo Racing-Ferrari | 2     |
| 9   | Haas-Ferrari              | 1     |

## Decisioni della FIA
Al termine della gara la Racing Point riceve un'altra reprimenda da parte dei commissari sportivi, adottando lo stesso provvedimento preso nel Gran Premio d'Ungheria e nel Gran Premio di Gran Bretagna. Sulle vetture del team britannico sono state montate le stesse prese d'aria dei freni che erano state utilizzate negli ultimi tre Gran Premi, sebbene prima di questa gara sia stata pubblicata la sentenza nella quale la FIA ha chiarito che i pezzi contestati sono regolari per le norme tecniche e illegali per quelle sportive.
Successivamente la Ferrari, la Renault e la stessa Racing Point, decidono di presentare appello contro il provvedimento preso dai commissari sportivi, mentre McLaren e Williams rinunciano a presentare ricorso. Qualche settimana più tardi la Renault decide di ritirare l'appello contro la scuderia inglese, successivamente seguita dalla stessa Racing Point e dalla Ferrari. I team accettano quindi la sentenza emessa dalla Federazione, dopo che quest'ultima chiarisce le norme che vietano la presenza di monoposto uguali in futuro.
Kevin Magnussen, oltre alla penalità di cinque secondi rimediata in gara, senza comunque avere effetto pratico a causa del suo ritiro, subisce la sottrazione di due punti sulla Superlicenza a causa di un rientro pericoloso in pista e della conseguente quasi collisione con Nicholas Latifi.